# Şenkaya (district)
Şenkaya is een Turks district in de provincie Erzurum en telt 22.987 inwoners (2007). Het district heeft een oppervlakte van 1536,1 km². Hoofdplaats is Şenkaya.
De bevolkingsontwikkeling van het district is weergegeven in onderstaande tabel.
| 1997   | 2000   | 2007   |
| ------ | ------ | ------ |
| 29.686 | 27.632 | 22.987 |